# Chew Moor
Chew Moor är en by i Bolton i Greater Manchester i England. Byn ligger 19,2 km från Manchester. Orten har 864 invånare (2015).